# Lixeira com pedal
Um pedal de bin de 1972.
O receptáculo pedonal possui uma tampa operada por um pedal. Lillian Moller Gilbreth (um técnico industrial e um perito em eficiência, bem como mãe de doze) inventou-o na década de 1920 para a eliminação de resíduos de cozinha. O pedal permite ao utente abrir a tampa sem tocá-la com suas mãos.